# Dörpling
Dörpling là một đô thị thuộc huyện Dithmarschen, trong bang Schleswig-Holstein, Đức. Đô thị Dörpling có diện tích 7,82 km².